# Zuid-Georgische aalscholver
De Zuid-Georgische aalscholver (Leucocarbo georgianus, synoniem: Phalacrocorax georgianus) is een vogel uit de familie Phalacrocoracidae (Aalscholvers). Dit taxon wordt ook wel beschouwd als een ondersoort van de keizeraalscholver (L. atriceps).

## Verspreiding en leefgebied
Deze soort komt voor op Zuid-Georgia en de Zuidelijke Sandwicheilanden en de Zuidelijke Orkneyeilanden.

## Status
BirdLife International beschouwt dit als een ondersoort van de keizeraalscholver en die heeft de status niet bedreigd op de Rode Lijst van de IUCN.